# Petit-Fayt
Petit-Fayt – miejscowość i gmina we Francji, w regionie Hauts-de-France, w departamencie Nord.
Według danych na rok 1990 gminę zamieszkiwały 273 osoby, a gęstość zaludnienia wynosiła 33 osób/km² (wśród 1549 gmin regionu Nord-Pas-de-Calais Petit-Fayt plasuje się na 950. miejscu pod względem liczby ludności, natomiast pod względem powierzchni na miejscu 435.).